# Ballavpur
Ballavpur é uma vila no distrito de Barddhaman, no estado indiano de Bengala Ocidental.

## Demografia
Segundo o censo de 2001, Ballavpur tinha uma população de 5391 habitantes. Os indivíduos do sexo masculino constituem 53% da população e os do sexo feminino 47%. Ballavpur tem uma taxa de literacia de 65%, superior à média nacional de 59,5%; com 61% para o sexo masculino e 39% para o sexo feminino. 10% da população está abaixo dos 6 anos de idade.